# Acropolitis rudisana
Acropolitis rudisana là một loài bướm đêm thuộc họ Tortricidae. Loài này phân bố ở miền đông Úc.
Ấu trùng ăn các loài Vitis, Acacia, Arctotheca, Chrysanthemum, Hakea, Helichrysum, Malus, Pinus, Populus, Pyracantha và Rumex, cũng như Dillwynia retorta, Dimocarpus longan, Humulus lupulus, Medicago sativa, Rubus loganobaccus và Trifolium repens.